# Limurt
Limurt (Silene) er stor planteslægt med ca. 75 arter, som er udbredt i Europa, Nordafrika, Asien og Nordamerika. Det er urteagtige planter med modsatte, linjeformede eller ovale blade. Blomsterne sidder i en topagtig stand, der består af kvaste. De enkelte blomster har et rørformet bæger og fligede kronblade. Frugten er en kapsel med kort stilk.
| Beskrevne arter |

- Tuelimurt (Silene acaulis)
- Knippelimurt (Silene armeria)
- Dagpragtstjerne (Silene dioica)
- Trævlekrone (Silene flos-cuculi)
- Vahls pragtstjerne (Silene furcata)
- Engelsk limurt (Silene gallica)
- Aftenpragtstjerne (Silene latifolia ssp. alba)
- Natlimurt (Silene noctiflora)
- Nikkende limurt (Silene nutans)
- Klitlimurt (Silene otites), Småkronet Limurt
- Fjeldlimurt (Silene rupestris)
- Treblomstret pragtstjerne (Silene sorensenis)
- Smalbladet limurt (Silene stenophylla) – den "genoplivede" plante fra Sibirien
- Alpetjærenellike (Silene suecica)
- Strandlimurt (Silene uniflora)
- Tjærenellike (Silene viscaria)
- Klæbrig limurt (Silene viscosa)
- Blæresmælde (Silene vulgaris)

| Andre arter |

| - Silene alexandri - Silene andicola - Silene antirrhina - Silene aprica - Silene atropurpurea - Silene baccifera - Silene banksia - Silene bernardina - Silene borysthenica - Silene brahuica - Silene campanulata - Silene cashmeriana - Silene catesbaei - Silene chalcedonica - Silene coeli-rosa - Silene compacta - Silene conica - Silene conoidea - Silene coronaria - Silene cretica | - Silene cryptopetala - Silene csereii - Silene densiflora - Silene dichotoma - Silene diversifolia - Silene douglasii - Silene drummondii - Silene falcata - Silene firma - Silene flos-jovis - Silene gigantea - Silene hawaiiensis - Silene inaperta - Silene indica - Silene jenisseensis - Silene laciniata - Silene lagenocalyx - Silene lanceolata - Silene menziesii - Silene monbeigii | - Silene nigrescens - Silene nocturna - Silene orientalis - Silene patagonica - Silene pendula - Silene perlmanii - Silene pygmaea - Silene rectiramea - Silene regia - Silene repens - Silene roemeri - Silene scouleri - Silene secundiflora - Silene sedoides - Silene seelyi - Silene sibirica - Silene songarica - Silene spaldingii - Silene spinescens - Silene stellata | - Silene subciliata - Silene tachtensis - Silene uralensis - Silene virginica - Silene viscidula |